# Nekrolog 1665
Nekrolog
◄◄
| ◄
| 1661
| 1662
| 1663
| 1664
| 1665 | 1666 | 1667 | 1668 | 1669 | ► | ►►
Weitere Ereignisse | Allgemeiner Nekrolog 1665
Die Beschreibung der verstorbenen Person sollte so kurz wie möglich gehalten sein und nur deren signifikante Tätigkeit(en) enthalten.
Neue Namen ggf. auch unter dem Geburts- und Sterbedatum, also etwa unter 1. Januar und im Geburts- und Sterbejahr (2024) eintragen (nur bei entsprechender großer Wichtigkeit). Für Beispiele siehe die schon vorhandenen Artikel.
Außerdem über die fünf zuletzt Verstorbenen, zu denen es einen ausreichend guten Artikel für eine Präsentation auf der Hauptseite gibt, nach der todesbedingten Überarbeitung der Artikel ggf. auch unter Wikipedia Diskussion:Hauptseite informieren und sie am besten auch in den anderen Wikipedia-Sprachversionen eintragen. Tipp: Regelmäßig bei news.google.de nach „ist tot“, „gestorben“ oder „verstorben“ suchen.
Wenn eine Person gestorben ist, gibt es viele Seiten zu dieser Person in der Wikipedia, die davon auch betroffen sind und entsprechend aktualisiert werden müssen. Beispiele: Namenübersichtsseite, Geburtsjahr, Geburtsort-Seiten und viele mehr.
Wie finde ich die betroffenen Seiten?
Im Suchfeld auf der linken Seite gibt man den Suchbegriff so ein: „Vorname Nachname“. Dann klickt man auf Volltext und alle Seiten mit entsprechendem Suchtext werden aufgerufen. Hier sieht man dann schnell, wo auch das Todesjahr Sinn macht oder sogar ein Teil des Artikels angepasst werden muss. Auch hilft das „Werkzeug“ auf der linken Seite sehr gut, um solche Seiten aufzufinden: „Links auf diese Seite“. Somit ist die Wikipedia wieder aktuell in allen Bereichen! Hinweis: bei Eintragung der Kategorie „Gestorben JAHR“ wird der Missbrauchsfilter 49 ausgelöst, was jedoch nicht schlimm ist. Siehe: Spezial:Missbrauchsfilter/49
Dies ist eine Liste von im Jahr 1665 verstorbenen bekannten Persönlichkeiten. Die Einträge erfolgen innerhalb der einzelnen Daten alphabetisch sortiert. Tiere sind im Nekrolog für Tiere zu finden.

## Januar
| Tag        | Name                              | Beruf, bekannt als                                                                      | Alter | Beleg |
| ---------- | --------------------------------- | --------------------------------------------------------------------------------------- | ----- | ----- |
| 1. Januar  | Christian Wilhelm von Brandenburg | Administrator des Erzstifts Magdeburg und des Hochstifts Halberstadt                    | 77    |       |
| 2. Januar  | Friedrich von Ahlefeldt           | deutscher Adliger, Diplomat, Landrat und Klosterprobst zu Uetersen                      | 46    |       |
| 4. Januar  | Hermann Fortunat                  | Markgraf von Baden zu Rodemachern                                                       | 69    |       |
| 10. Januar | Anders Gyldenklou                 | schwedischer Diplomat und Staatsbeamter                                                 | 62    |       |
| 11. Januar | Louise de La Fayette              | Vertraute und Beraterin des französischen Königs Ludwig XIII.                           | 46    |       |
| 12. Januar | Pierre de Fermat                  | französischer Mathematiker und Jurist                                                   |       |       |
| 16. Januar | Dudley North, 3. Baron North      | englischer Politiker                                                                    |       |       |
| 20. Januar | Famiano Michelini                 | italienischer Mathematiker, Ingenieur und Geistlicher                                   | 60    |       |
| 21. Januar | Domenico Mazzocchi                | italienischer Komponist des Barock                                                      | 72    |       |
| 25. Januar | Adriaan Clant                     | niederländischer Jonkheer, Diplomat und Verhandlungsführer beim Friede von Münster 1648 |       |       |
| 25. Januar | Antonius Thysius der Jüngere      | niederländischer reformierter Theologe                                                  |       |       |
| 31. Januar | Johannes Clauberg                 | deutscher Theologe und Philosoph                                                        | 42    |       |
| Januar     | Anna Sibylla von Gemmingen        | Priorin des Klosters Urspring                                                           |       |       |

## Februar
| Tag         | Name                         | Beruf, bekannt als                                  | Alter | Beleg |
| ----------- | ---------------------------- | --------------------------------------------------- | ----- | ----- |
| 5. Februar  | Benedikt Schönebeck          | deutscher Jurist                                    | 67    |       |
| 12. Februar | Wolfgang Ebner               | deutscher Organist, Kapellmeister und Komponist     |       |       |
| 16. Februar | Stefan Czarniecki            | polnischer General und Hetman                       |       |       |
| 16. Februar | Heinrich Saffe               | Jurist und Lübecker Ratsherr                        |       |       |
| 16. Februar | Johann Jacob Wissenbach      | deutscher Rechtswissenschaftler und Hochschullehrer | 57    |       |
| 19. Februar | Johann Ferdinand von Porcia  | österreichischer Staatsmann                         |       |       |
| 20. Februar | Johannes Heringsdorf         | deutscher Jesuit und Kirchenlieddichter             | 58    |       |
| 28. Februar | Ludwig von Nassau-Beverweerd | Herr von Beverweerd, Odijk und Lek                  |       |       |

## März
| Tag      | Name                   | Beruf, bekannt als                                                      | Alter | Beleg |
| -------- | ---------------------- | ----------------------------------------------------------------------- | ----- | ----- |
| 1. März  | Johann Philipp Deisler | deutscher Mediziner, Arzt in Suhl                                       | 30    |       |
| 9. März  | Isaac Jessurun         | Rabbiner                                                                |       |       |
| 13. März | Melchior Cornäus       | Jesuit, Dogmatiker und Kontroversist                                    | 66    |       |
| 15. März | Christian Ludwig       | Herzog zu Braunschweig-Lüneburg, Fürst von Calenberg und von Lüneburg   | 43    |       |
| 15. März | John Endecott          | englischer Puritaner und erster Gouverneur der Massachusetts Bay Colony |       |       |
| 26. März | Johannes Ardüser       | Schweizer Mathematiker und Festungsingenieur                            | 80    |       |
| 31. März | Susanna Edelhäuser     | Opfer der Hexenverfolgungen in Friedberg                                |       |       |

## April
| Tag       | Name                      | Beruf, bekannt als                                                  | Alter | Beleg |
| --------- | ------------------------- | ------------------------------------------------------------------- | ----- | ----- |
| 2. April  | Jan Sobiepan Zamoyski     | General von Podolien, Kronkanzler, Wojewode von Kiew und Sandomierz | 38    |       |
| 13. April | Thomas Fillier            | niederländischer Offizier in Braunschweigischen Diensten            |       |       |
| 13. April | Wilhelm Ludwig            | regierender Fürst von Anhalt-Köthen                                 | 26    |       |
| 14. April | Melchior Marting          | stiftshildesheimischer Verwaltungsjurist                            |       |       |
| 15. April | Lorenzo Lippi             | italienischer Maler und Dichter                                     | 58    |       |
| 17. April | Georg Aribert von Krosigk | anhaltischer Gutsherr und Hessen-kasselscher Hauptmann              | 47    |       |
| 22. April | Jean-Joseph Surin         | französischer Jesuit und Mystiker                                   | 65    |       |

## Mai
| Tag     | Name                       | Beruf, bekannt als                                                                                  | Alter | Beleg |
| ------- | -------------------------- | --------------------------------------------------------------------------------------------------- | ----- | ----- |
| 1. Mai  | Francis Mansell            | Rektor des Jesus College (Oxford)                                                                   |       |       |
| 2. Mai  | Heinrich Binnius           | deutscher Rechtswissenschaftler                                                                     | 54    |       |
| 4. Mai  | Peter von Spreckelsen      | Hamburger Oberalter                                                                                 | 51    |       |
| 13. Mai | Johannes Limnäus           | deutscher Staatsrechtler                                                                            | 73    |       |
| 16. Mai | Hermann von Dorne          | Lübecker Bürgermeister und Gutsbesitzer                                                             | 69    |       |
| 16. Mai | Johann Gabriel Macasius    | böhmischer Gewerke, Bergmeister von Gottesgab, Stadtkämmerer und Bürgermeister von St. Joachimsthal |       |       |
| 24. Mai | María von Ágreda           | Visionärin und Äbtissin des Franziskanerinnenkonvents in Agreda                                     | 63    |       |
| 27. Mai | Kurt Riedesel zu Eisenbach | hessischer Erbmarschall                                                                             |       |       |
| 31. Mai | Pieter Jansz. Saenredam    | niederländischer Maler                                                                              | 67    |       |

## Juni
| Tag      | Name                                           | Beruf, bekannt als                             | Alter | Beleg |
| -------- | ---------------------------------------------- | ---------------------------------------------- | ----- | ----- |
| 6. Juni  | Georg Christian                                | Fürst von Ostfriesland                         | 31    |       |
| 7. Juni  | André Mollet                                   | französischer Gärtner und Gartenarchitekt      |       |       |
| 9. Juni  | Albert Bohlen                                  | Bürgermeister der Stadt Aurich                 |       |       |
| 11. Juni | Kenelm Digby                                   | englischer Höfling, Diplomat, Naturphilosoph   | 61    |       |
| 13. Juni | Jacob van Wassenaer Obdam                      | niederländischer Admiral                       |       |       |
| 14. Juni | Hanns Carl                                     | deutscher Architekt und Baumeister in Nürnberg | 78    |       |
| 15. Juni | Lazzaro Caraffino                              | italienischer Geistlicher und Bischof von Como |       |       |
| 17. Juni | Marie Elisabeth von Schleswig-Holstein-Gottorf | Landgräfin von Hessen-Darmstadt                | 31    |       |
| 19. Juni | Daniel Preissler                               | deutscher Maler                                | 38    |       |
| 21. Juni | Giovanni Maria Galli da Bibiena                | italienischer Maler                            |       |       |
| 25. Juni | Sigismund Franz                                | Landesfürst von Tirol (1662–1665)              | 34    |       |
| 30. Juni | Heinrich Bangert                               | deutscher Gelehrter, Philologe und Historiker  | 55    |       |

## Juli
| Tag      | Name                                   | Beruf, bekannt als                                                      | Alter | Beleg |
| -------- | -------------------------------------- | ----------------------------------------------------------------------- | ----- | ----- |
| 2. Juli  | Johann Heinrich Notthafft von Wernberg | Reichshofrat, Reichsgraf und Reichshofratsvizepräsident                 | 61    |       |
| 16. Juli | Melchior Ferdinand von Gaschin         | Reichsgraf, Landeshauptmann von Oppeln-Ratibor und der Grafschaft Glatz |       |       |
| 27. Juli | Francesco Cairo                        | italienischer Maler                                                     | 57    |       |
| 28. Juli | Maurus Faber                           | Benediktinerabt von St. Stephan, Rektor der Universität Würzburg        |       |       |

## August
| Tag        | Name                     | Beruf, bekannt als                                                                                | Alter | Beleg |
| ---------- | ------------------------ | ------------------------------------------------------------------------------------------------- | ----- | ----- |
| 14. August | Carlo III. Gonzaga       | Herzog von Mantua; Herzog von Rethel und Erbherzog von Nevers (bis 1659)                          | 35    |       |
| 15. August | Augustin Dobrowolski     | polnischer Geistlicher, Theologe, Zisterzienser, Prior und Autor                                  |       |       |
| 28. August | Johann Siegmund zu Lynar | kurbrandenburgischer Geheimrat, Oberst der Infanterie, Kommandant der Stadt Frankfurt an der Oder | 48    |       |
| 28. August | Elisabetta Sirani        | italienische Malerin und Kupferstecherin                                                          | 27    |       |
| August     | Robert Lilburne          | Anführer der Levellers, Politiker                                                                 |       |       |

## September
| Tag           | Name                           | Beruf, bekannt als                                                       | Alter | Beleg |
| ------------- | ------------------------------ | ------------------------------------------------------------------------ | ----- | ----- |
| 5. September  | Kaspar Perband                 | deutscher Rechtswissenschaftler                                          | 76    |       |
| 9. September  | Salomon Matthiae               | Altorientalist und evangelisch-lutherischer Theologe                     |       |       |
| 13. September | Jean Bolland                   | Jesuit und Historiker                                                    | 69    |       |
| 17. September | Baltasar de Moscoso y Sandoval | spanischer Kardinal der Römisch-katholischen Kirche                      | 76    |       |
| 17. September | Philipp IV.                    | König von Spanien, Neapel, Sizilien; als Philipp III. König von Portugal | 60    |       |
| 25. September | Maria Anna von Österreich      | Erzherzogin von Österreich                                               | 55    |       |
| 27. September | Melchior von Fölckersam        | kurländischer Kanzler und Oberrat                                        | 64    |       |

## Oktober
| Tag         | Name                                      | Beruf, bekannt als                              | Alter | Beleg |
| ----------- | ----------------------------------------- | ----------------------------------------------- | ----- | ----- |
| 2. Oktober  | Heinrich Joachim von der Schulenburg      | letzter Landvogt der Niederlausitz              | 55    |       |
| 5. Oktober  | Georg André Reichsgraf von und zu Kronegg | Herr von Moosburg                               |       |       |
| 12. Oktober | Marcus Heberer                            | Stadtschreiber und Stadtsyndicus in Schweinfurt | 73    |       |
| 20. Oktober | Johann von Kospoth                        | preußischer Kanzler                             | 64    |       |
| 22. Oktober | César de Bourbon, duc de Vendôme          | französischer Politiker und Admiral             | 71    |       |

## November
| Tag          | Name                  | Beruf, bekannt als                                                     | Alter | Beleg |
| ------------ | --------------------- | ---------------------------------------------------------------------- | ----- | ----- |
| 6. November  | Jan van der Croon     | kaiserlicher Generalleutnant und Militärkommandant von Böhmen und Prag |       |       |
| 8. November  | Ephraim Bueno         | sefardischer Arzt und Verleger in Amsterdam                            |       |       |
| 10. November | Samuel Capricornus    | böhmischer Kapellmeister und Komponist                                 | 36    |       |
| 17. November | Johann Lorenz Bausch  | deutscher Mediziner                                                    | 60    |       |
| 18. November | Blaise François Pagan | französischer Soldat und Militäringenieur                              |       |       |
| 19. November | Nicolas Poussin       | französischer Maler                                                    | 71    |       |
| 20. November | Julius Heinrich       | Herzog von Sachsen-Lauenburg                                           | 79    |       |

## Dezember
| Tag          | Name                                          | Beruf, bekannt als                                                         | Alter | Beleg |
| ------------ | --------------------------------------------- | -------------------------------------------------------------------------- | ----- | ----- |
| 2. Dezember  | Catherine de Vivonne, Marquise de Rambouillet | französische Salonière                                                     |       |       |
| 7. Dezember  | Michael Watson                                | deutscher Historiker, Philosoph, Philologe, Politologe und Hochschullehrer | 42    |       |
| 10. Dezember | Tarquinio Merula                              | Komponist des italienischen Frühbarock                                     | 70    |       |
| 21. Dezember | Emmanuel Kotz                                 | Stadtkommandant der Hessen-Kasseler Festungen                              | 61    |       |
| 26. Dezember | Johann Matthias Schneuber                     | deutscher und lateinischer Lyriker und Pädagoge der Barockzeit             | 51    |       |

## Datum unbekannt
| Tag | Name                   | Beruf, bekannt als                                                            | Alter | Beleg |
| --- | ---------------------- | ----------------------------------------------------------------------------- | ----- | ----- |
|     | Henricus Beginiker     | deutscher Orgelmusiker                                                        | ≈82   |       |
|     | Andreas Cellarius      | Astronom und Kosmograph                                                       |       |       |
|     | Johann von Diest       | kurfürstlich-brandenburgischer Geheimrat und Kurator der Universität Duisburg |       |       |
|     | Niklaus Geisler        | Bildhauer und Architekt der deutschen Spätrenaissance                         |       |       |
|     | Georg Geldorp          | Porträtist, Kunsthändler                                                      |       |       |
|     | Nicolaus Goldmann      | deutscher Schriftsteller, Mathematiker, Jurist und Architekturtheoretiker     |       |       |
|     | Anne Greene            | englisches Dienstmädchen, überlebte Erhängen                                  |       |       |
|     | Daniel Hauff           | deutscher Rechtsadvokat                                                       |       |       |
|     | Simão Luis             | Generalkapitän von Solor und Timor                                            |       |       |
|     | Andreas Oswald         | thüringischer Organist und Komponist                                          |       |       |
|     | Astolfo Petrazzi       | italienischer Maler                                                           |       |       |
|     | Jacob Christoph Raßler | Diplomat, Politiker, Reichstagsabgeordneter und oberösterreichischen Kanzler  |       |       |
|     | George Starkey         | englischer Iatrochemiker und Alchemist                                        |       |       |